# Rio São Domingos (vattendrag i Brasilien, Tocantins)
Rio São Domingos är ett vattendrag i Brasilien.   Det ligger i delstaten Tocantins, i den centrala delen av landet, 300 km norr om huvudstaden Brasília.
Omgivningen kring Rio São Domingos är huvudsakligen savann. Området är nästan obefolkat, med mindre än två invånare per kvadratkilometer.